# Buffalo Range
Koordinaten: 21° 1′ S, 31° 32′ O
Buffalo Range gehört zu den Safari-Regionen in Simbabwe. Es liegt an der Eisenbahnlinie Mbizi-Chiredzi und verfügt seit 1964 über einen Flugplatz mit imposantem Terminal, aber ohne regelmäßigen Flugverkehr. Neben Golfplatz, Jagdrevieren und Hotels gibt es auch großflächigen Zuckerrohranbau in dieser Gegend.